# 大蔓樱草
大蔓樱草（学名：Silene pendula）为石竹科蝇子草属的植物，是中国的特有植物。分布在欧洲以及中国大陆的安徽、江苏、福建、湖北、上海等地，目前已引種為園藝花卉。

## 别名
矮雪轮（拉汉种子植物名称） 小町草（中国种子植物分类学）